# 항해자 한노
항해자 한노는 카르타고의 한노 2세라고 알려져 있으며 기원전 500년경에 활동한 카르타고의 탐험가이다. 한노는 다른 카르타고인들과 구분하기 위해 '항해자 한노'라고 불리며, 후대의 더욱 유명한 한노 대왕과 구분된다. (같은 이름의 다른 인물들은 한노를 참조)

## 이름
'한노(안농)'라는 이름은 '자비로운' 또는 '온순한'이라는 아랍 이름 '하난'과 흡사한 포에니 어이다. 히브리 이름 '하난'은 현재 이스라엘에서 사용되며 시리아 어 '한나'도 레반트에서 사용된다.

## 생애
한노의 출생일이나 사망일, 신분은 전해지지 않고 있다. 그에 대한 고대 기록들은 그의 신상에 대한 구체적인 정보를 담고 있지 않다. 라틴어 기록에는 그를 dux(지도자, 장군) 혹은 imperator(황제, 지휘관)으로 묘사했다. 그리스어 기록은 군주를 뜻하는 단어 바실레우스를 사용했지만, 카르타고의 다른 고위 지도자들에게도 같은 단어를 썼다.
현대의 역사학자들은 그가 기원전 5세기 경의 인물이자 마고 왕조의 구성원 중 하나였을 것으로 추정한다.

## 원정
카르타고는 60척의 함대의 선두에 한노를 앞세워 출범시켰다. 그리하여 아프리카 북서 해변을 탐험하고 식민지화하였다. 그는 지브롤터 해협을 통과하여 항해하였으며 아프리카 해변을 따라 7곳의 식민지를 창건하거나 재배치하였다. 그리고 대륙의 대서양 해변을 따라 더욱 멀리 탐험하였다.
한노가 어디까지 원정을 갔는지는 고대부터 현대까지 논란이 되었다. 원정 거리는 학자들의 추산에 따라 1100km에서 4800km에 달한다. 일부 학자들은 원정대가 오늘날의 가봉까지 갔다고 보지만, 또다른 학자들은 카나리아 제도를 통과하지 못했을거라 본다.
그의 원정 기록은 그리스어 번역본으로만 남아있다. 101줄 분량으로 요약된 기록은 카르타고어 문학의 희귀한 자료이자, 고대 모험가가 직접 남긴 몇 안되는 기록이다.